# Остерська вулиця (Київ)
Осте́рська ву́лиця — вулиця в Дніпровському районі міста Києва, місцевість ДВРЗ. Пролягає від Марганецької до Опришківської вулиці.

## Історія
Вулиця виникла в середині XX століття під назвою 623-тя Нова вулиця. Сучасна назва — з 1953 року.